# Jacques d'Ornellas
Daltro Jacques D’Ornelas, mais conhecido como Jacques D’Ornelas  (São Borja, 19 de fevereiro de 1939) é um ex-militar e ex-político brasileiro. É filho de Afonso Celso D’Ornelas e de Zulmira Jacques D’Ornelas. Atualmente, vive em Cascadura, no Rio de Janeiro. Casado com Marli D’Ornelas, teve três filhos.
Foi deputado federal pelo Rio de Janeiro entre 1983 e 1987.

## Biografia
Jacques D'Ornellas entrou para o Exército em 1957, tornando-se sargento três anos depois. Participou da campanha do marechal Henrique Lott para a Eleição presidencial no Brasil em 1960. No ano seguinte, 1961, com a renúncia do presidente Jânio Quadros, participou da articulação pela posse do vice-presidente João Goulart.
Já em 1963, filiado ao antigo Partido Comunista Brasileiro (PCB), associou-se ao Clube dos Subtenentes e Sargentos do Exército, e enquanto fazia campanha pela chapa de oposição à diretoria da agremiação, foi preso na Paraíba.
Após o Golpe de Estado no Brasil em 1964, que depôs João Goulart, foi detido em abril na ilha de Bom Jesus e na Fortaleza de Santa Cruz, ambas no Rio de Janeiro, até o mês de agosto. Em novembro foi afastado do Exército.
Entre 1965 e 1967 atuou em tentativas de criação de focos guerrilheiros na Serra do Caparaó, em Minas Gerais, e no Rio Grande do Sul, lideradas pelo professor Bayard Boiteux e pelo coronel Jefferson Cardim, respectivamente. Na década seguinte, filiou-se ao Movimento Democrático Brasileiro (MDB), partido de oposição ao regime militar, e passou a atuar politicamente junto a associações de moradores de bairros e favelas cariocas.
Foi reincorporado ao Exército após a Lei da Anistia, indo para a reserva no posto de terceiro-sargento. Com a extinção do bipartidarismo, em novembro de 1979, e da conseqüente reformulação partidária, filiou-se ao partido que sucedeu ao MDB, o Partido do Movimento Democrático Brasileiro (PMDB). No início de 1982, trocou de partido, filiando-se ao Partido Democrático Trabalhista (PDT), sendo parte de uma corrente interna liderada por Luís Carlos Prestes.
Foi eleito deputado federal pelo Rio de Janeiro nas eleições gerais de 1982, para a 47.ª legislatura.
Como deputado, foi titular das comissões de Ciência e Tecnologia, de Minas e Energia, e da Comissão Especial sobre a Reforma Agrária. Também foi membro suplente da Comissão de Relações Exteriores, atuando ainda como vice-relator da Comissão Parlamentar de Inquérito (CPI) a respeito do endividamento externo brasileiro e as relações do país com o Fundo Monetário Internacional (FMI), além de participar de outras comissões de inquérito, tais como as que investigaram denúncias de irregularidades no Instituto do Açúcar e do Álcool (IAA) e na Superintendência Nacional da Marinha Mercante (Sunaman).
Foi favorável à Proposta de Emenda Constitucional Dante de Oliveira, e posteriormente, apoiou, para a presidência da República, via voto indireto, o candidato oposicionista Tancredo Neves.
Ainda naquela legislatura, Jacques D’Ornelas participou de alguns encontros internacionais, tais como o Encontro sobre a Dívida Externa da América Latina e Antilhas, realizado em Cuba, no ano de 1985, e a missão parlamentar brasileira à I Assembléia Internacional pela Democracia no Chile, em 1986.
Candidato à reeleição nas eleições de 1986 , obteve apenas a suplência, deixando de ser deputado em janeiro de 1987. Mais uma vez, foi candidato a deputado federal nas eleições de 1990, mas novamente, não se elegeu.
Assumiu a diretoria de habilitação do Departamento Estadual de Trânsito (Detran) do Rio de Janeiro, de abril de 1991, até maio de 1992, permanecendo no cargo até maio do ano seguinte, durante o segundo governo de Leonel Brizola. No ano de 1993, filiou-se ao Partido dos Trabalhadores (PT).
Foi ainda candidato nas eleições de 1994, pelo PT, e nas eleições gerais no Brasil em 2006, pelo Partido Socialismo e Liberdade. Em 2013, participou da Comissão Nacional da Verdade.